# Koeznetskse Alataoe
De Koeznetskse Alataoe (Russisch: Кузнецкий Алатау; Koeznetski Alataoe; van het Turkse ala; "bont" en taoe; "gebergte") is een hoogland in Zuid-Siberië in Aziatisch Rusland tussen de Koeznetsk-depressie en de Minoesinskdepressie. Het is een van de Zuid-Siberische gebergtes. Het ligt vlak bij het taigagebied Bergachtige Sjor.
De lengte bedraagt ongeveer 300 kilometer en de bergrug heeft pieken tot 2078 meter. Het ligt ten noorden van het Abakangebergte en vormt de westgrens van Chakassië.
De bergrug wordt vooral gevormd door metamorf gesteente, dat rijk is aan ijzer, mangaan, nefelienen en goud.

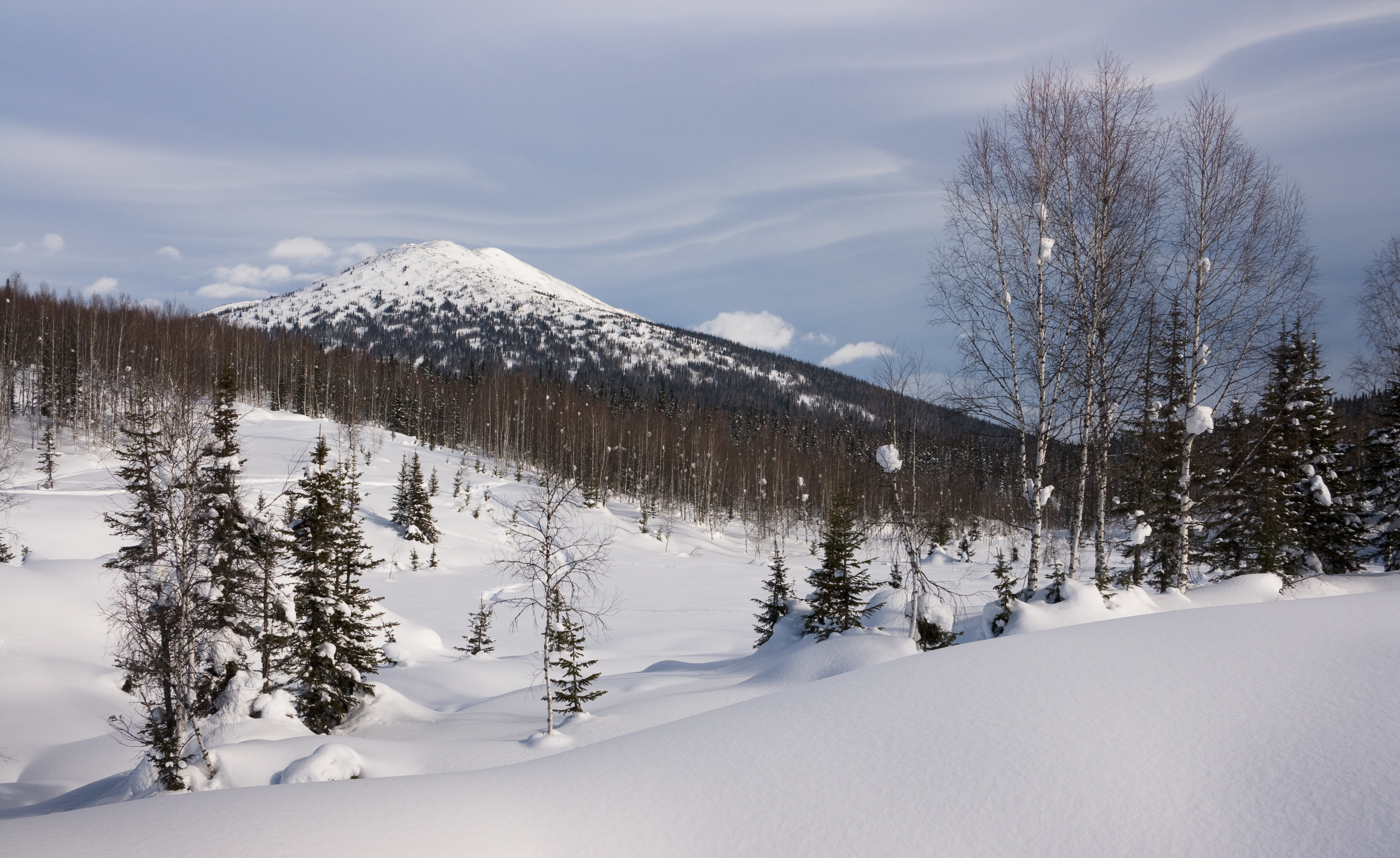
Piek van de gekken
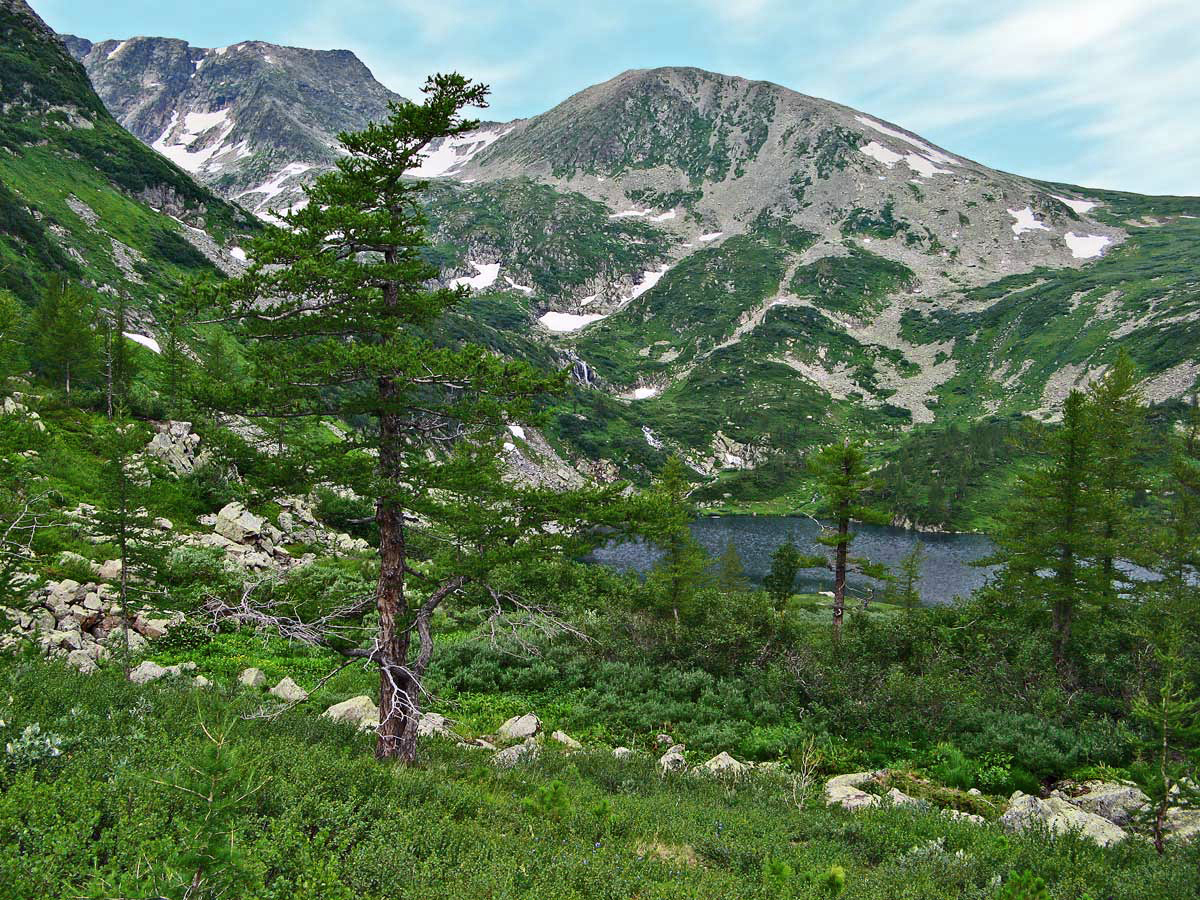
Gezicht op een deel van de Koeznetskse Alataoe